# Ступень (фильм)
«Ступень» (груз. საფეხური) — советский цветной художественный фильм, снятый режиссёром Александром Рехвиашвили на киностудии «Грузия-фильм» по сценарию, написанному им совместно с Давидом Чубинишвили в 1986 году.
Премьера состоялась 21 февраля 1987 года. Картину посмотрели 400 тысяч зрителей.

## Сюжет
Биолог Алекси уходит из дома, снимает комнату у вдовы художника и живет там, ожидая вакансии в НИИ. Его однообразная жизнь изменяется после смерти учителя, и он отправляется в далёкую горную деревню, где надеется найти своё место.

Действие в «Ступени», первом фильме Рехвиашвили о современности, о проблемах духовного существования, развивается как бы в промежутке между условностью и реальностью. Время и пространство — одновременно. Даже в «Грузинской хронике XIX века» и в «Пути домой», действие которого происходит в XVII веке, автора скорее интересует не конкретное историческое время, а время обобщённое, что достигается, в частности, за счёт смешения разных эпох, но не контрастного, не знакового, как в «Покаянии» (средневековые латники в суде), а тихого, почти незаметного, словно исподволь, которое не сразу разглядишь « чёрный лимузин на дальнем плане, электрочайник, потёртые джинсы у наёмника, скоросшиватели, рисунок Рене Шагрита… Одно время как бы входит, в другое, в результате чего, рождается некий целостный образ племени. При этом ни на что не похожая, остро осязаемая кинематографичность экранного мира такова, что автору, несмотря на намеренно не затушевываемую условность происходящего, удаётся создать в восприятии зрителя иллюзию «истинной реальности».
— Татьяна Иенсен, журнал «Искусство кино», №10, 1987 год

## В ролях
- Мераб Нинидзе — Алекси
- Ирина Чичинадзе — хозяйка квартиры
- Леван Абашидзе — Мито, друг Алекси
- Рамаз Гиоргобиани — Гага, друг Алекси
- Жанри Лолашвили — отец Алекси
- Нинель Чанкветадзе — Марика
- Нино Тархан-Моурави — Ната, дочь хозяйки квартиры
- Лео Антадзе — директор НИИ
- Акакий Хидашели — Кухо, друг Алекси
- Нино Бурдули
- Амир Какабадзе — посетитель Алекси
- Гио Хуцишвили
- Абрек Пхакадзе — Михаил, учитель Алекси
- Нино Сарчимелидзе
- Нука Кацитадзе
- Лиа Капанадзе — секретарь директора НИИ
- Вильгельм Гогичайшвили
- Игорь Санович
- Абу-аль-Акар
- Зураб Цинцкиладзе — мужчина на горной дороге
- Иосиф Джачвлиани — друг Марики
- Дареджан Харшиладзе

## Критика
Так, например, сколько бы мы ни ломали голову над тем, почему в фильме появляется ослик, мы можем находить в этом вполне невинном, не более абсурдном, чем сама жизнь, факте все новые и новые смыслы. А может быть, лучше сразу остановиться на том, что ослик трогателен, красив и хорошо вписывается в интерьер? И это тоже будет правдой. Не исключено, что лукавые авторы охотно согласятся с этим выводом. Даже уверена: истинный художник, создав многозначное, по-настоящему образное, глубокое произведение, наверняка будет настаивать на том, что в его фильме всё просто.
— Валерия Притуленко, журнал «Советский экран», №7, 1987 год